# Kobresia smirnovii
Kobresia smirnovii är en halvgräsart som beskrevs av N.A. Ivanova. Kobresia smirnovii ingår i släktet sävstarrar, och familjen halvgräs. Inga underarter finns listade i Catalogue of Life.